# Crypsitricha
Crypsitricha is een geslacht van vlinders van de familie echte motten (Tineidae).

## Soorten
- C. agriopa (Meyrick, 1888)
- C. generosa Philpott, 1926
- C. mesotypa (Meyrick, 1888)
- C. oeceotypa Diakonoff, 1955
- C. pharotoma (Meyrick, 1888)
- C. roseata (Meyrick, 1913)
- C. stereota (Meyrick, 1914)